# Canadá en los Juegos Paralímpicos de Pyeongchang 2018
Canadá estuvo representado en los Juegos Paralímpicos de Pyeongchang 2018 por un total de 52 deportistas, 39 hombres y 13 mujeres.

## Medallistas
El equipo paralímpico canadiense obtuvo las siguientes medallas:
| Nombre | Deporte                    | Evento                                         |
| --- | -------------------------- | ---------------------------------------------- |
| Oro |                            |                                                |
| Mark Arendz | Biatlón                    | 15 km de pie masculino                         |
| Mollie Jepsen | Esquí alpino               | Supercombinada de pie femenino                 |
| Mac Marcoux | Esquí alpino               | Descenso discapacidad visual masculino         |
| Kurt Oatway | Esquí alpino               | Supergigante sentado masculino                 |
| Natalie Wilkie | Esquí de fondo             | 7,5 km de pie femenino                         |
| Brian McKeever | Esquí de fondo             | 1,5 km velocidad discapacidad visual masculino |
| Brian McKeever | Esquí de fondo             | 10 km discapacidad visual masculino            |
| Brian McKeever | Esquí de fondo             | 20 km discapacidad visual masculino            |
| Plata |                            |                                                |
| Mark Arendz | Biatlón                    | 7,5 km de pie masculino                        |
| Mollie Jepsen | Esquí alpino               | Eslalon de pie femenino                        |
| Natalie Wilkie Emily Young Mark Arendz Chris Klebl | Esquí de fondo             | 4 × 2,5 km mixto                               |
| Rob Armstrong Steve Arsenault Bradley Bowden Billy Bridges Dominic Cozzolino Ben Delaney Adam Dixon James Dunn James Gemmell Tyrone Henry Liam Hickey Dominic Larocque Tyler McGregor Bryan Sholomicki Corbyn Smith Corbin Watson Greg Westlake | Hockey sobre hielo         | Torneo mixto                                   |
| Bronce |                            |                                                |
| Brittany Hudak | Biatlón                    | 12,5 km de pie femenino                        |
| Mark Arendz | Biatlón                    | 12,5 km de pie masculino                       |
| Collin Cameron | Biatlón                    | 7,5 km sentado masculino                       |
| Collin Cameron | Biatlón                    | 15 km sentado masculino                        |
| Ina Forrest Marie Wright James Anseeuw Mark Ideson Dennis Thiessen | Curling en silla de ruedas | Torneo mixto                                   |
| Mollie Jepsen | Esquí alpino               | Descenso de pie femenino                       |
| Mollie Jepsen | Esquí alpino               | Eslalon gigante de pie femenino                |
| Alana Ramsay | Esquí alpino               | Supergigante de pie femenino                   |
| Alana Ramsay | Esquí alpino               | Supercombinada de pie femenino                 |
| Alexis Guimond | Esquí alpino               | Eslalon gigante de pie masculino               |
| Mac Marcoux | Esquí alpino               | Eslalon gigante discapacidad visual masculino  |
| Natalie Wilkie | Esquí de fondo             | 1,5 km velocidad de pie femenino               |
| Emily Young | Esquí de fondo             | 7,5 km de pie femenino                         |
| Mark Arendz | Esquí de fondo             | 1,5 km velocidad de pie masculino              |
| Mark Arendz | Esquí de fondo             | 10 km de pie masculino                         |
| Collin Cameron Brian McKeever | Esquí de fondo             | 4 × 2,5 km clase abierta                       |